# Drypetes ellipsoidea
Drypetes ellipsoidea là một loài thực vật có hoa trong họ Putranjivaceae. Loài này được (Merr.) Pax & K.Hoffm. mô tả khoa học đầu tiên năm 1922.